# ۹ ربیع‌الاول
۹ ربیع‌الاول، نهمین روز ماه ربیع‌الاول در تقویم هجری قمری است.
در تقویم هجری قمری قراردادی این روز شصت و هشتمین روز سال است.

## مناسبت‌ها
- آغاز امامت دوازدهمین امام شیعیان، حجۀ بن الحسن العسکری

## درگذشت‌ها
- ترور عمر بن خطاب دومین خلیفه ی بعد از پیامبر اسلام
- کشته شدن عمر بن سعد به دست مختار ثقفی.[۱]
- هشام بن عبدالملک دهمین خلیفهٔ اموی.[۲]
- ۵۶۲ - ابن کیزانی، صوفی و ادیب مصری.
- ۱۴۳۸  - علی باقرزاده، ادیب، نویسنده، شاعر، بازرگان و مقام‌دار دانشگاهی ایرانی.
- ۱۴۳۹ - شادیه، خواننده و بازیگر مصری.